# Ichijōdani

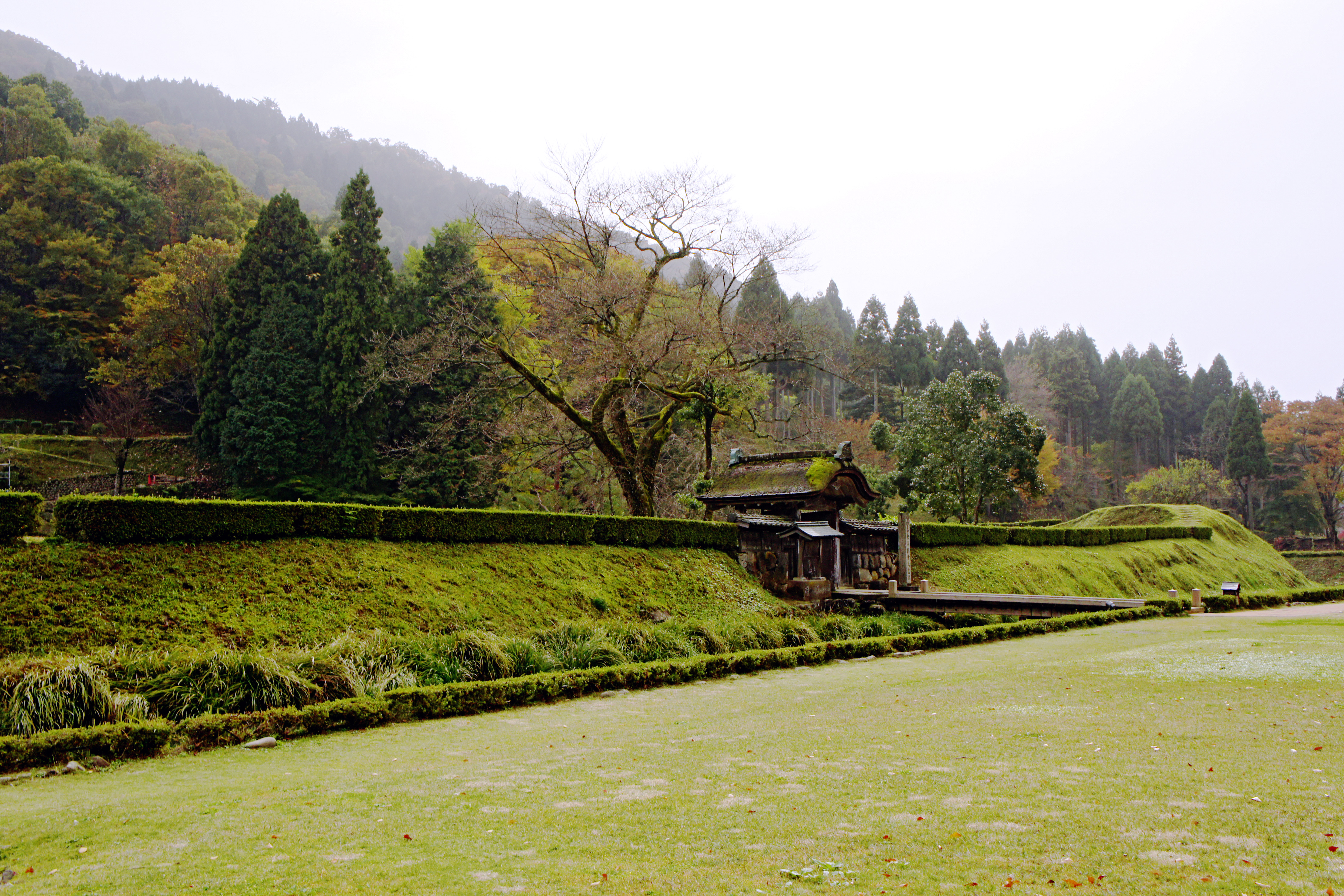
Asakura-Yakata-Ruinen

Burg Ichijōdani (jap. 一乗谷城, Ichijōdani-jō, auch 一乗谷朝倉氏遺跡, Ichijōdani Asakura-shi Iseki) ist eine inzwischen restaurierte Ruinenstadt in der Nähe der heutigen Stadt Fukui, Präfektur Fukui (über 100 km westlich von Tokio). Man fand sie unter Reisplantagen als eine mittelalterliche Burgstadt der Edozeit des japanischen Schwertadels Asakura. Den Archäologen offenbarte sich zu Beginn der Ausgrabungen eine intakte Siedlung von über 10.000 Einwohnern aus der Sengoku-Zeit (16. Jahrhundert). Manche Wissenschaftler bezeichnen die Stadt auch als das Pompeji Japans, denn dieser Fund ist ein Glücksfall, weil damals in ganz Japan mit Holz gebaut wurde, einem Material, das eigentlich nicht sehr witterungsbeständig ist. Da die Stadt im Jahre 1573 nach einer verlorenen Schlacht durch die Armee von Oda Nobunaga vollständig abgebrannt wurde, sind jedoch die verkohlten Holzpfeiler und verkohlte Teile der Häuser erhalten geblieben. Ichijōdani gehört zu den 100 bedeutenden Burgen Japans.

## Entwicklung des Ausgrabungsortes
Ichijōdani ist einzigartig in Japan, auch wegen seiner archäologischen Gärten und seinem Ausgrabungsort, um den die Archäologen kämpfen mussten. Noch in den 1970er Jahren war das Tal von Ichijōdani ganz von Reisfeldern bedeckt. Geplant waren damals umfangreiche Bauarbeiten für die Landwirtschaft, doch dann kamen interessante archäologische Funde zum Vorschein. Den Forschern wurde klar, dass sich unter ihren Füßen ein Bodendenkmal befand. Sie setzten alles daran, den Bau zu stoppen und das Gebiet unter Schutz zu stellen. Nun begannen archäologische Grabungsarbeiten, unter der Leitung des Archäologen Ono Masatoshi, die es in diesem Ausmaß in Japan so nie zuvor gegeben hatte.

## Restaurierte Stadt und bedeutende Gärten
Es wurden nicht nur viele Häuser und Teile der Stadtmauer wieder aufgebaut, auch historische Gärten wurden wieder angelegt: der Suwa-Yakata-ato-Garten, der Yudono-ato-Garten, der Asakura-Yakata-ato-Garten und der Nanyoji-ato-Garten.

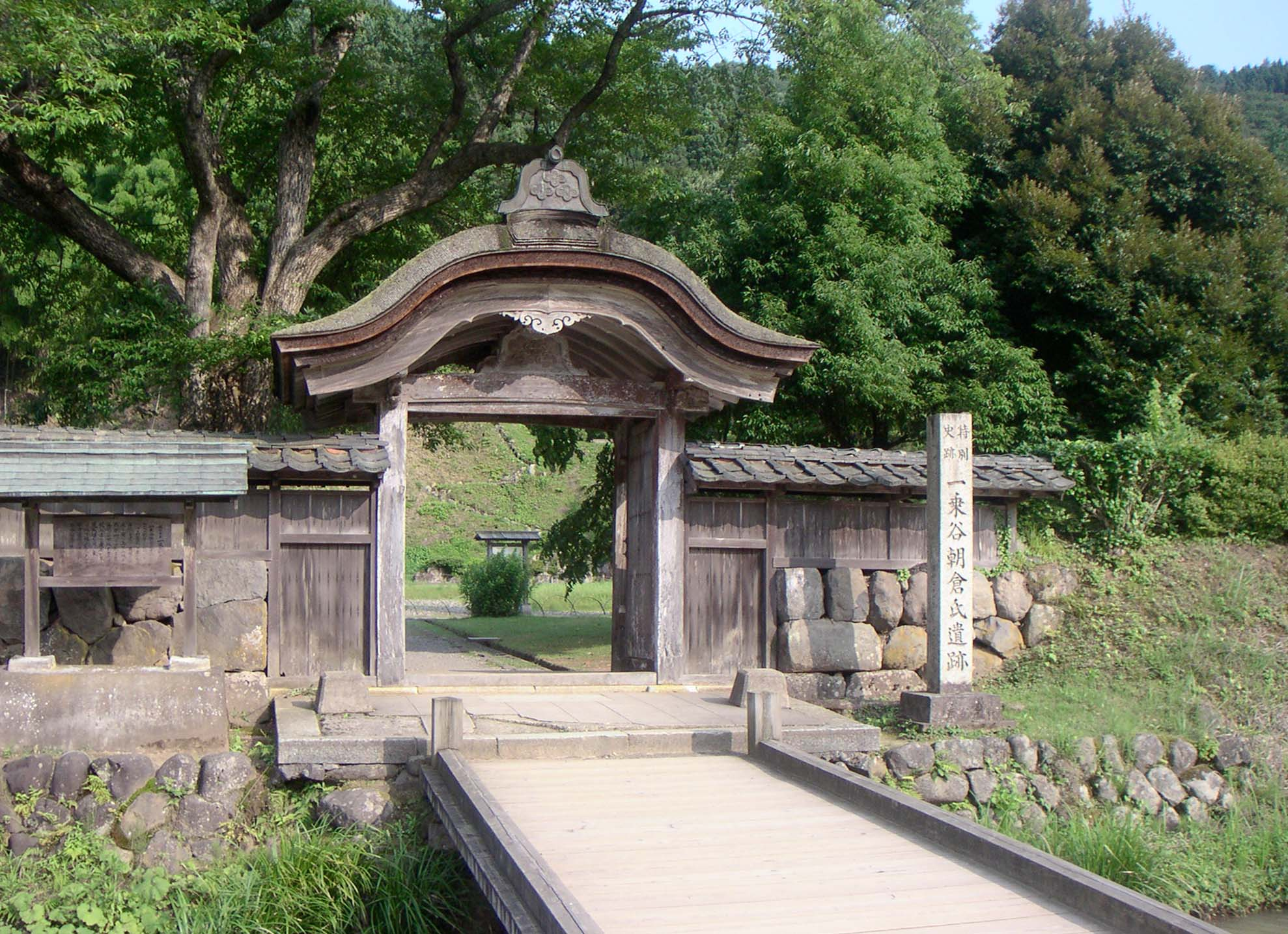
Wiederaufgebautes Tor in Ichijōdani
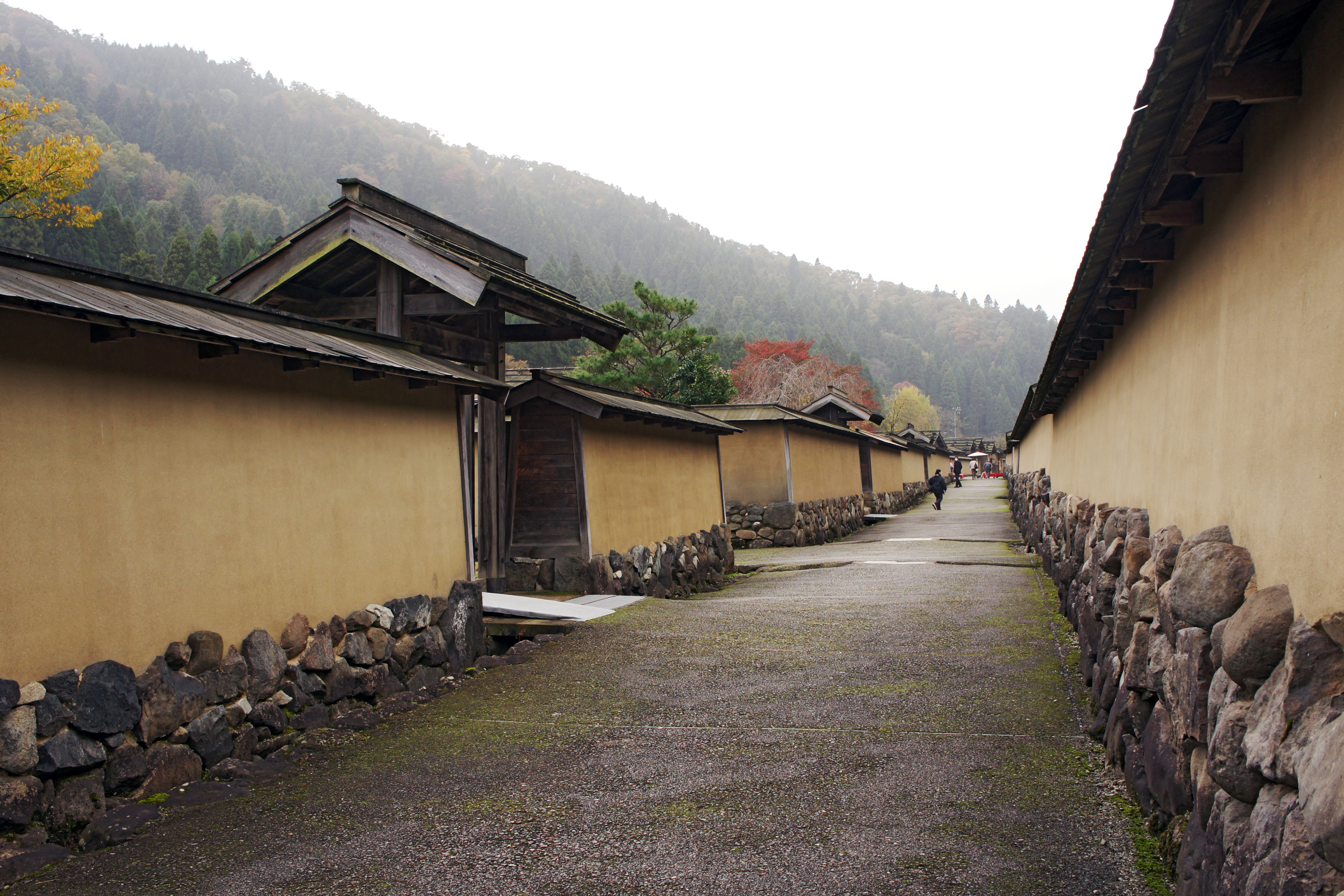
Restaurierter Stadtteil
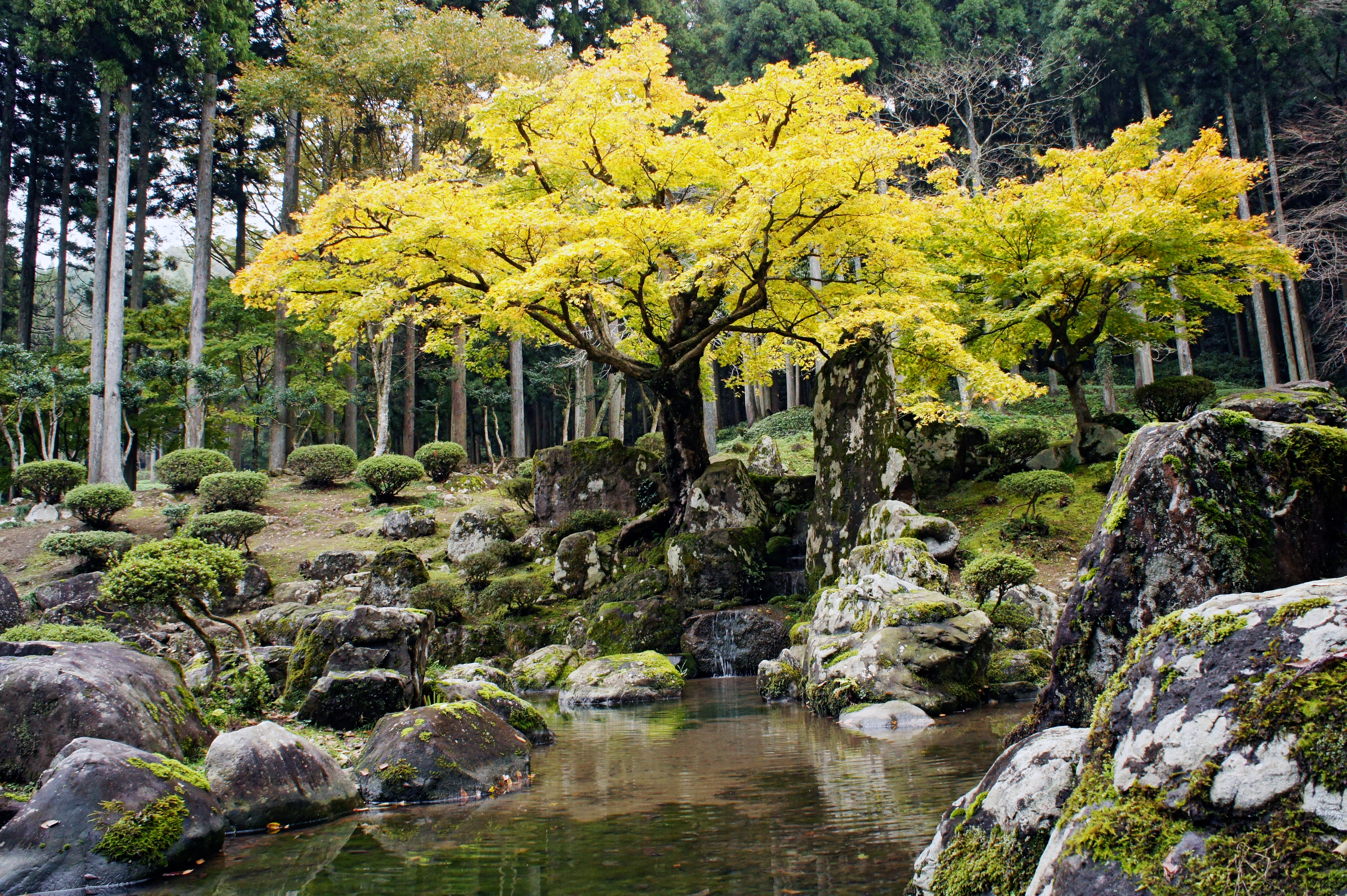
Suwa-Yakata-ato-Garten
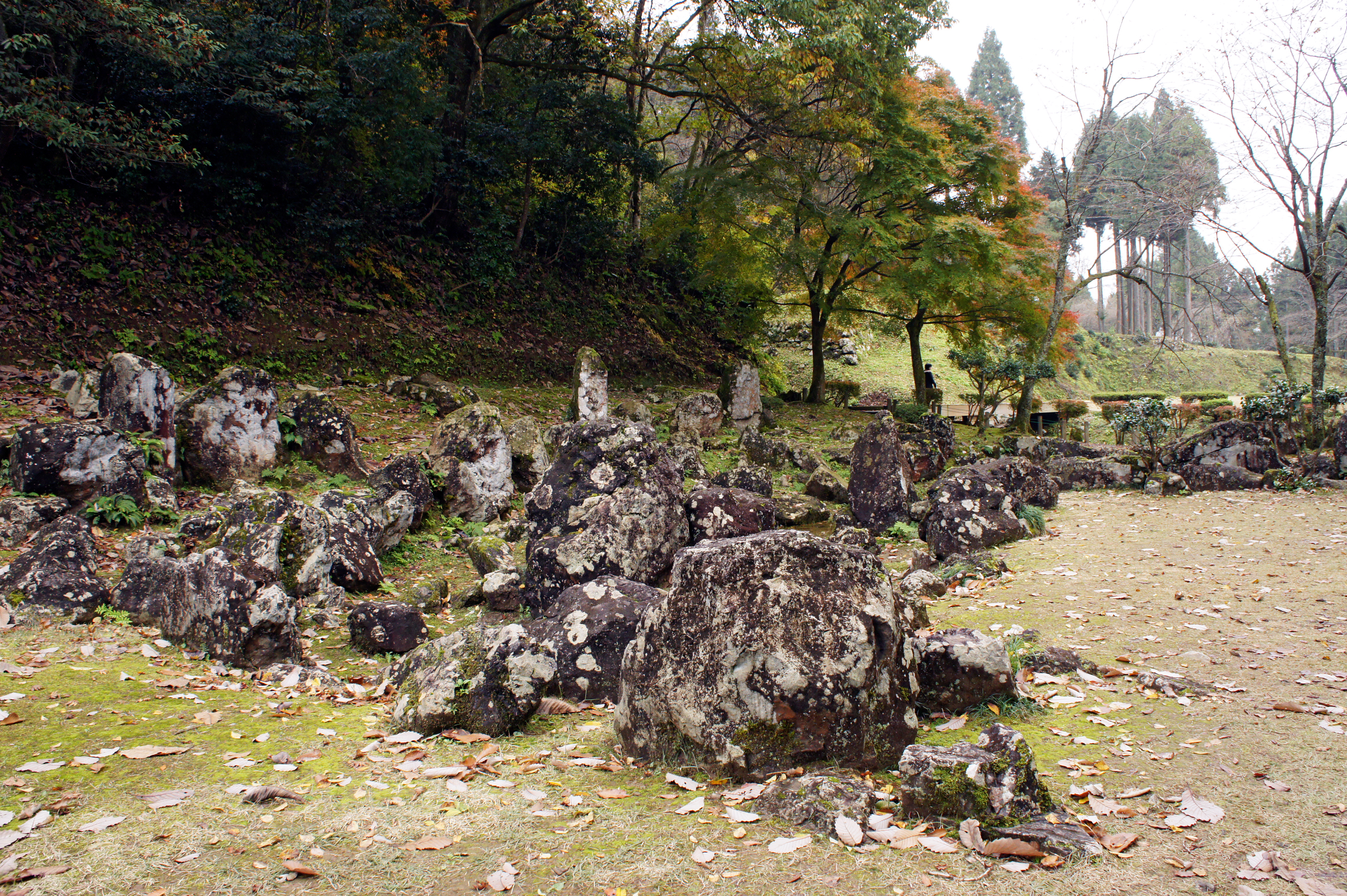
Yudono-ato-Garten
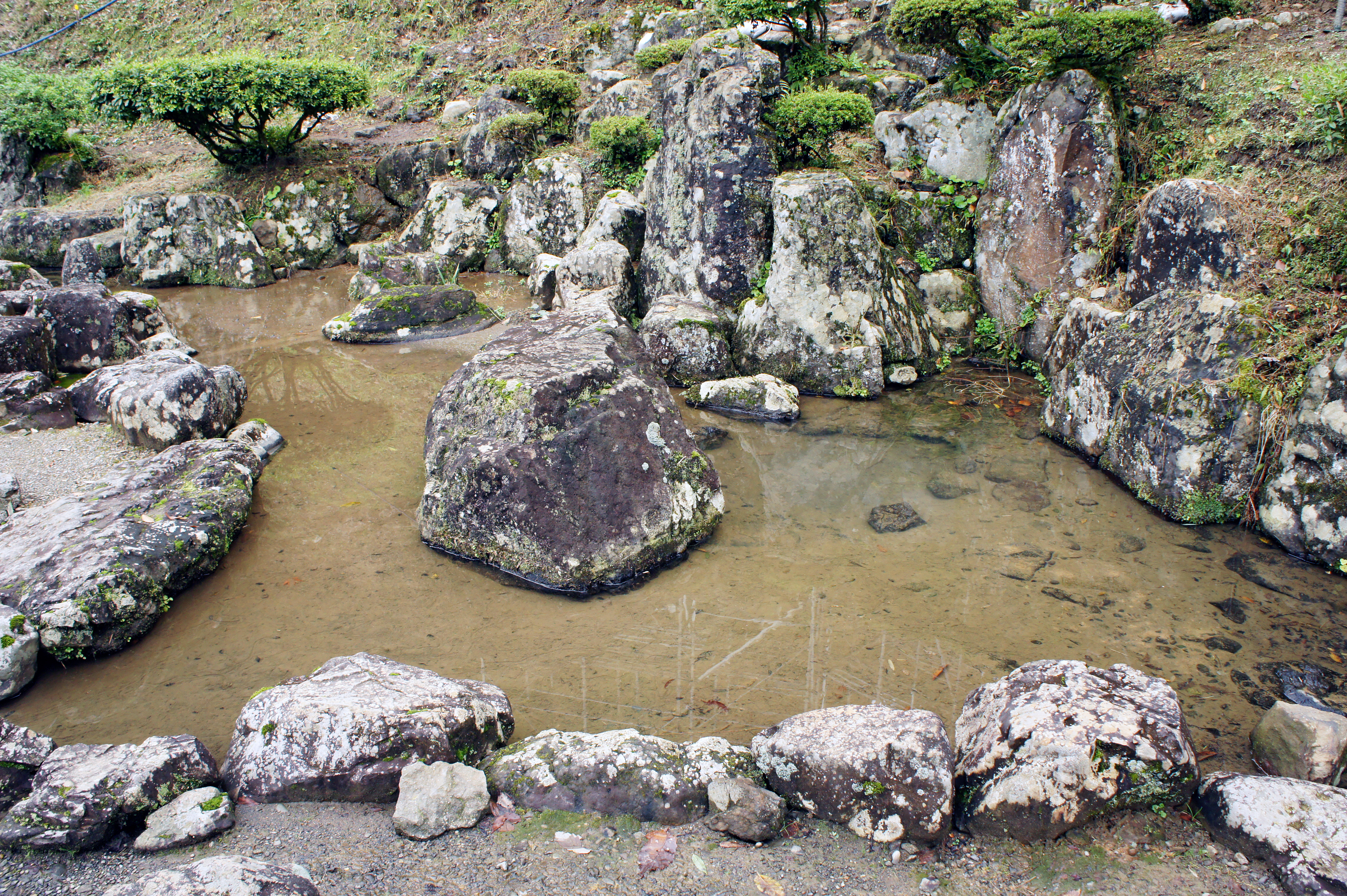
Asakura-Yakata-ato-Garten
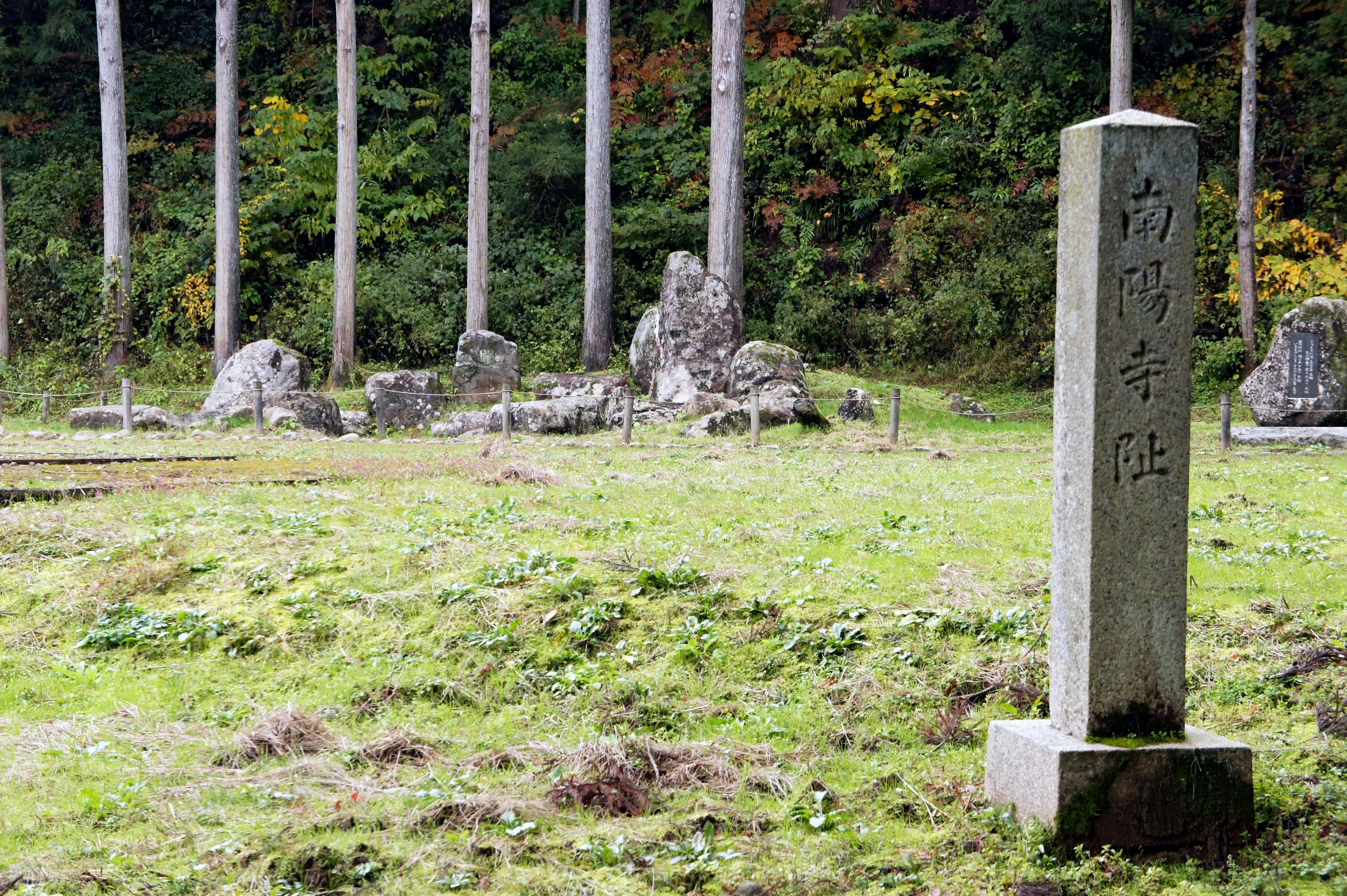
Nanyoji-ato-Garten

Erreichbar ist der Ort mit den Zügen der Kuzuryūko-Linie aus Fukui.